# ラファエル
ラファエル（ヘブライ語：רפאל、英: Raphael、独: Raphael、仏: Raphaël）は、ユダヤ教に由来し、キリスト教へと引き継がれた天使。キリスト教ではミカエル、ガブリエルと共に三大天使の一人と考えられている（ユダヤ教ではウリエルも含めた四大天使）。ラファエルについては正典では言及されていないが、旧約聖書外典の『トビト記』『エノク書』にあらわれる（各宗派での『トビト記』の位置づけについては後述）。イスラム教ではイスラーフィール（阿: اسرافيل）として知られる。薬剤師、盲人、病人、精神障害、旅人の守護者。キリスト教では守護天使を監督する天使とされている。

## ユダヤ教とラファエル
ラファエルという名前はヘブライ語で「神は癒される」という意味であり、ユダヤ教の伝統で癒しを司る天使とされている。ヤコブが天使と格闘した際に外れてしまった彼の関節を戻したり、高齢になってから割礼を行ったアブラハムの激痛を和らげている。

## キリスト教とラファエル
キリスト教はユダヤ教から多くの思想を受け継いでいるが、天使の思想もその一つである。ラファエルは後にユダヤ教徒によって正典からはずされた『トビト記』にのみ、その名前が出る。『トビト記』ではラファエルは旅人の象徴である杖や水筒を持った人間の姿で現れ、「アナニアスの子アザレア」としてトビトの息子トビアスの旅に同伴する。ラファエルは道中トビアスを守り、目が見えなかった父トビトをトビアスを襲った巨大な魚の胆嚢から処方した薬を使って癒した後で、自分がラファエルであることをつげる。『トビト書』の12章で自らについてラファエルは自分がトビトの目を癒し、義理の娘サラを悪魔アスモダイから救うためにつかわされたと語る。
もともと『トビト記』はユダヤ教徒によっておおむね受け入れられていた。そのためキリスト教がユダヤ教からわかれた時点でキリスト教徒たちは『トビト記』を旧約聖書の一部として受けついだ。しかし後にユダヤ教徒は『トビト記』を正典からはずしている。『トビト記』はこのようにキリスト教徒によって旧約聖書正典として受け入れられたが、セプトゥアギンタよりマソラ本を重視したマルティン・ルターによってふたたび正典からはずされたため、現代ではカトリック教会と正教会だけが正典としている。
新約聖書では、ガブリエルとミカエルの名前はあらわれるが、ラファエルの名前は出ない。ただ『ヨハネによる福音書』の5章で言及されている「ベトサダの池で時折水を動かして癒しを行う主の天使」がラファエルと結びつけて考えられている。
ミカエル、ガブリエルと比べるとラファエルにささげられた教会や修道院ははるかに少ない。アメリカ合衆国ではアイオワ州ドブクェに聖ラファエル司教座聖堂がある程度である。また、キリスト教文化圏ではしばしば地名や都市名に聖人の名前を冠する伝統（守護聖人）があるが、ラファエルのついた地名もまたそれほど多くはない。いくつかの例をあげるとフランスおよびカナダのケベック州にはサン・ラファエルがあり、ボリビア、アルゼンチン、コロンビア、チリ、ペルー、メキシコなどのラテンアメリカ諸国にもサン・ラファエルスという地名がある。アメリカ合衆国ではもともとメキシコ領だった名残でサンラファエルズという地名がカリフォルニア州に残る。近くにサン･ラファエル山脈や特定の季節のみあらわれるサン･ラファエル川などがある。
カトリック教会における祝い日は、ガブリエル、ミカエルと共に9月29日である。

## その他
- 儀式魔術（英語版）の照応体系では、天使たちとさまざまな事物や概念との象徴的対応関係が設定されており、ラファエルは黄色、東、風に関連付けられている[2]。
- 3世紀のラビ・シメオン・ベン・ラキシュは、ラファエルという名前や天使の思想はユダヤ人が新バビロニア王国に捕囚されていた時代にバビロニアの宗教の影響によって取り込まれたものだという説を唱えた。この説は現代の学者たちによっても広く受け入れられている。ラファエルは元々カルデア人に信仰された神だったと考えられており、当時はラビエル (Labbiel) と呼ばれていた[3]。